# イサック・クエンカ
フアン・イサック・クエンカ・ロペス（Juan Isaac Cuenca López, 1991年4月27日 - ）は、スペイン・カタルーニャ州タラゴナ県レウス出身の元サッカー選手。現役時代のポジションはFW、MF。
現在はCold2Sport社の代表を務めている。

## 来歴
カタルーニャ州タラゴナ県ラウスで生まれた。2003年、11歳でFCバルセロナに入団した。2003-04シーズンは、バルセロナの下部組織インファンティルBに所属し、2005-06シーズンにはカデッテBに昇格した。しかし、2006年、バルセロナのノウ・バリス地区にあるCFダムのカデッテAチームに移籍し、2007年には生まれ故郷レウスのCFレウスへと移籍した。CFレウスで2007-08と2008-09の2シーズンを過ごした後、2009-10シーズンにバルセロナの下部組織フベニールAに復帰している。2010-11シーズンにはCEサバデルにローン移籍し、CEサバデルのセグンダ・ディビシオン昇格に貢献した。
2011-12シーズン、バルセロナに復帰すると、リザーブチームであるFCバルセロナBに所属し、更にプレシーズンの遠征ではトップチームに帯同した。
2011年10月19日、UEFAチャンピオンズリーグのグループリーグ第3節FCヴィクトリア・プルゼニ戦において、トップチームの公式戦に初出場を果たすと、10月25日のリーガ・エスパニョーラ・グラナダCF戦では先発出場しそのままフル出場を果たし、10月29日のマジョルカ戦では公式戦初得点を記録している。その後もトップチームのダビド・ビジャやアレクシス・サンチェスに故障が相次いだこともあり、下部組織の所属ながらトップチームにずっと帯同した。2012年1月28日、2015年までの契約延長に合意し、トップチーム契約を結んだことが発表され、2月1日、違約金2000万ユーロ、2015年までの契約と正式に契約延長が発表された。2013年1月30日、シーズン終了までアヤックス・アムステルダムにレンタル移籍した。2014年7月10日、バルセロナとの契約を解除し退団した。
2015年8月7日、ブルサスポルに移籍した。
2016年2月1日、グラナダCFに移籍した。
Jリーグへの移籍なども噂されたが、2017年6月29日、イスラエルのハポエル・ベエルシェバFCに加入。
2019年1月19日、J1・サガン鳥栖への加入が発表された。3月17日のジュビロ磐田戦でJリーグ初ゴールとなる決勝ゴールを決めるなど、年間29試合6ゴールを決めて、サガンのJ1残留に重要な役割を果たした。
ヴィッセル神戸も獲得に興味を示していたが、2019年12月29日、J1・ベガルタ仙台への完全移籍での加入が発表された。しかしプレシーズン中に右ヒザ半月板損傷、手術をした影響で長期離脱の見込みとなった。
2021年4月20日、スペインに帰国し膝の治療に専念するため、ベガルタ仙台を退団すると発表された。
2023年3月にオランダSoccerNews.nl のインタビューで語ったところによれば、2023年初めに地元でささやかな別れを告げるチャリティーマッチがFCバルセロナの元選手たちとレウスのベテランによって開催された。その試合でクエンカ自身はプレーをしておらず、娘と遊ぶ時を除いてサッカーをすることはないとしている。一方でサッカーへの関与は続ける意向で、トレーナーになる願望に加えて会社の設立に奔走しており、自身と同じく膝の問題を抱えるアスリートのために冷却装置を販売したいとのことである。
引退後Cold2Sportを設立し、代表に就任。2025年に木場克己のKOBAスポーツエンターテイメント株式会社とパートナーシップ契約を結んでいる。

## 所属クラブ
- 2007年 CFレウス・デポルティウ
- 2010年 - 2012年 FCバルセロナB
  - 2010年 - 2011年 CEサバデル (期限付き移籍)
- 2012年 - 2014年 FCバルセロナ
  - 2013年 アヤックス・アムステルダム (期限付き移籍)
- 2014年 - 2015年 デポルティーボ・ラ・コルーニャ
- 2015年 - 2016年 ブルサスポル
- 2016年 - 2017年 グラナダCF
- 2017年 - 2018年 ハポエル・ベエルシェバFC
- 2019年 サガン鳥栖
- 2020年 - 2021年4月 ベガルタ仙台

## 個人成績

### クラブでの成績
| クラブ                 | シーズン | ディビシオン     | 番号   | リーグ | リーグ | カップ | カップ | UEFA CL | UEFA CL | その他 | その他 | 合計 | 合計 |
| クラブ                 | シーズン | ディビシオン     | 番号   | 出場   | 得点   | 出場   | 得点   | 出場    | 得点    | 出場   | 得点   | 出場 | 得点 |
| ---------------------- | -------- | ---------------- | ------ | ------ | ------ | ------ | ------ | ------- | ------- | ------ | ------ | ---- | ---- |
| CEサバデル             | 2010–11  | セグンダB        | 15     | 32     | 5      | —      | —      | —       | —       | —      | —      | 32   | 5    |
| FCバルセロナB          | 2011–12  | セグンダ         | 11     | 6      | 2      | —      | —      | —       | —       | —      | —      | 6    | 2    |
| FCバルセロナ           | 2011–12  | プリメーラ       | 23     | 16     | 2      | 6      | 2      | 7       | 0       | 1      | 0      | 30   | 4    |
| FCバルセロナ           | 2013-14  | プリメーラ       | 23     | 0      | 0      | 0      | 0      | 0       | 0       | 0      | 0      | 0    | 0    |
| FCバルセロナ           | 通算     | 通算             | 通算   | 16     | 2      | 6      | 2      | 7       | 0       | 1      | 0      | 30   | 4    |
| アヤックス             | 2012-13  | エールディヴィジ | 11     | 3      | 0      | 0      | 0      | 2       | 0       | 0      | 0      | 5    | 0    |
| デポルティーボ         | 2014-15  | プリメーラ       | 14     | 27     | 2      | 2      | 0      | 0       | 0       | 0      | 0      | 29   | 2    |
| ブルサスポル           | 2015-16  | スュペル・リグ   | 9      | 12     | 1      | 7      | 0      | 0       | 0       | 0      | 0      | 19   | 1    |
| グラナダ               | 2016-17  | プリメーラ       | 19     | 11     | 2      |        |        |         |         |        |        |      |      |
| ハポエル・ベエルシェバ | 2017-18  |                  |        |        |        |        |        |         |         |        |        |      |      |
| 鳥栖                   | 2019     | J1               | 7      | 29     | 6      | 3      | 0      | —       | —       | —      | —      | 32   | 6    |
| 仙台                   | 2020     | J1               | 9      | 15     | 0      | 0      | 0      | —       | —       | —      | —      | 15   | 0    |
| 仙台                   | 2021     | J1               | 9      | 0      | 0      | 0      | 0      | —       | —       | —      | —      |      |      |
| 総通算                 | 総通算   | 総通算           | 総通算 | 107    | 14     | 15     | 2      | 9       | 0       | 1      | 0      | 132  | 16   |

## タイトル
FCバルセロナ
- コパ・デル・レイ：1回（2011-12）
- スペインスーパーカップ：2回（2011、2013）
- FIFAクラブワールドカップ：1回（2011）

アヤックス・アムステルダム
- エールディヴィジ：1回（2012-13）

ハポエル・ベエルシェバFC
- イスラエル・プレミアリーグ：1回（2017-18）